# Fred Frith
Fred Frith (Heathfield, Sussex, 17 de febrer de 1949) és un multiinstrumentalista, compositor i improvisador anglès.
Probablement és més conegut pel seu treball amb la guitarra. Frith va ser membre dels grups Art Bears, Massacre i Skeleton Crew. Ha col·laborat amb músics com Robert Wyatt, Derek Bailey, the Residents, Lol Coxhill, John Zorn, Brian Eno, Mike Patton, Lars Hollmer, Bill Laswell, Iva Bittová, Jad Fair, el ARTE Quartett i Bob Ostertag. També ha compost diferents obres llargues incloent Traffic Continues i Freedom in Fragments. Frith ha produït gran part dels seus treballs i també ha produït els de molts altres músics incloent Curlew, the Muffins, Etron Fou Leloublan i Orthotonics.
Actualment Frith és Professor de Composició a Mills College d'Oakland, Califòrnia. Viu als Estats Units amb la seva esposa i els seus fills.